# Демагин, Николай Семёнович
Николай Семёнович Демагин (1929, село Барановка, Змеиногорский район, Алтайский край) — забойщик Белоусовского рудника Иртышского полиметаллического комбината Министерства цветной металлургии СССР. Герой Социалистического Труда (1966), награждён орденом Ленина (1966), медалью «За трудовое отличие» (1951) и другими медалями.

## Биография
Родился в 1929 году в селе Барановка Алтайского края в крестьянской семье. Когда началась Великая Отечественная война, Николаю Демагину было двенадцать лет, через два года в 1944 году пошёл работать. Был кучером в военном госпитале города Лениногорска, затем коногоном, учеником бурильщика на шахте.
В 1946—1947 годах — учёба в школе фабрично-заводского обучения (ФЗО). После окончания школы ФЗО работал слесарем, с 1948 года стал работать забойщиком, бригадиром, затем начальником смены, бригадиром забойщиков на шахте Белоусовского рудника Иртышского полиметаллического комбината.
Награждён в 1951 году медалью «За трудовое отличие», в 1959 году Н. С. Демагину было присвоено звание почётного горняка СССР, в 1964 году — заслуженный горняк Казахской ССР.
Депутат областного и районного Советов депутатов трудящихся, рабочий корреспондент, председатель шахтного профсоюзного комитета.
За высокие результаты, достигнутые при выполнении заданий семилетнего плана по развитию цветной металлургии и проявленную трудовую доблесть в 1966 году Демагин был удостоен звания Героя Социалистического Труда с вручением ордена Ленина и золотой медали «Серп и Молот».
Проживал в посёлке Белоусовка Глубоковского района.

## Награды
- Ордена Ленина (1966);
- Медаль «Серп и Молот» (1966);
- Медаль «За трудовое отличие» (1951);
- другие медали.

## Звания
- Герой Социалистического Труда (1966);
- Почётный горняк СССР (1959);
- Заслуженный горняк Казахской ССР (1964).